# SEIKO MATSUDA:RE-MIXES
『SEIKO MATSUDA:RE-MIXES』（セイコ・マツダ リ・ミクシーズ）は、松田聖子の1枚目のリミックス・アルバム。1999年10月6日発売。発売元はマーキュリー・ミュージックエンタテインメント。

## 解説
2022年現在では、何かしらの影響で廃盤になっており入手困難となっている為か、一部の中古市場では稀少盤であるが高値で取引されている。

## 収録曲
1. ハートのイアリング(THE MOMENT OF TRUTH, DARK SIDE '99 Remix)　（7:10）
2. さよならの瞬間 (Little Big Bee Remix)　（8:56）
3. あなたに逢いたくて〜Missing You〜 (Energy Vocal Mix)　（8:40）
4. 私だけの天使〜Angel〜 (New R&B Style Parental Affection Mix)　（6:18）
5. 瞳はダイアモンド (HIROSHI W. R&B MIX)　（5:32）
6. SWEET MEMORIES (マン山田 SWEET MIX)　（3:59）

## 関連作品
- seiko remixes 2000